# フィリップ・ネヴィル
フィリップ・ジョン・ネヴィル（Philip John Neville, 1977年1月21日 - ）は、イングランド・グレーター・マンチェスター出身の元サッカー選手、現サッカー指導者・解説者。ポジションはディフェンダー、ミッドフィールダー。愛称はフィル (Phil) 。
兄も同じくサッカー選手だったガリー・ネヴィル、またネットボール選手のトレイシー・ネヴィルとは双子である。
父はクリケット選手・サッカー指導者のネヴィル・ネヴィル。

## 経歴

### クラブ
兄ガリーと同じ右サイドバックを主とする選手ではあるが、左サイドバックやボランチもこなすユーティリティープレイヤーであった。主に控えではあったが、複数のポジションをこなすマルチロールとして長年マンチェスター・ユナイテッドFCで活躍した。
2005年にエヴァートンFCに移籍し、キャプテンとしてチームを牽引した。2013年4月9日にクラブはネヴィルの今季限りでの退団を発表、6月8日に現役引退を発表した。

### 代表
1996年1月21日に行われた中国戦でA代表デビューを果たし、代表でもまた兄の控えとして活躍していたが、マイカ・リチャーズやグレン・ジョンソンの台頭、ウェズ・ブラウンの右サイドでの起用によってその座を奪われた。EURO2000のグループリーグルーマニア戦では、ヴィオレル・モルドヴァンを倒してPKを献上してしまい、イングランドのグループリーグ敗退を招いてしまった。

### 引退後
2013年7月4日、エヴァートン時代の監督であるデイヴィッド・モイーズに誘われ、マンチェスター・ユナイテッドのコーチに就任した。しかしモイーズが成績不振により解任されると2013-14シーズン一杯で同職を退任、それからBBCのサッカー解説者に転身した。
2015年6月28日にバレンシアCFのアシスタントコーチ就任が発表された。その後、2015年12月2日に兄であるガリー・ネヴィルがバレンシアの監督に就任、現役時代のマンチェスター・ユナイテッド以来となる兄弟タッグ実現に注目されたが、ガリーは成績不振により2016年3月31日に解任された。フィルはガリー就任以前からのコーチングタッフだったため、留任したが、後任の監督パコ・アジェスタランによって権限を縮小され、2015-16シーズン終了後に退任した。
2018年1月23日、イングランド女子代表の監督に就任した。契約期間はUEFA欧州女子選手権2021までとなっている。
2021年1月18日　ベッカムがオーナーを務めるインテル・マイアミCFの監督に就任することが決定した。

## タイトル

### 選手時代
マンチェスター・ユナイテッドFC
- プレミアリーグ：6回（1995-96、1996-97、1998-99、1999-2000、2000-01、2002-03）
- FAカップ：3回（1995-1996、1998-99、2003-04）
- FAコミュニティ・シールド：3回（1996、1997、2003）
- UEFAチャンピオンズリーグ：1回（1998-99）
- インターコンチネンタルカップ：1回（1999）

### 指導者時代
イングランド女子代表
- シービリーブスカップ：1回（2019）